# Leptocoma zeylonica
El suimanga cingalés (Leptocoma zeylonica) es una especie de ave paseriforme de la familia Nectariniidae propia del subcontinente indio. Como los demás suimangas es un pájaro de pequeño tamaño que se alimenta principalmente de néctar, aunque también caza insectos, especialmente cuando cría a sus polluelos. Los machos son de coloridos y brillantes mientras que las hembras son más apagadas, de tonos oliváceos en las partes superiores y amarillentos en las inferiores. Construye nidos colgantes hechos con material vegetal, telas de araña y líquenes.

## Descripción

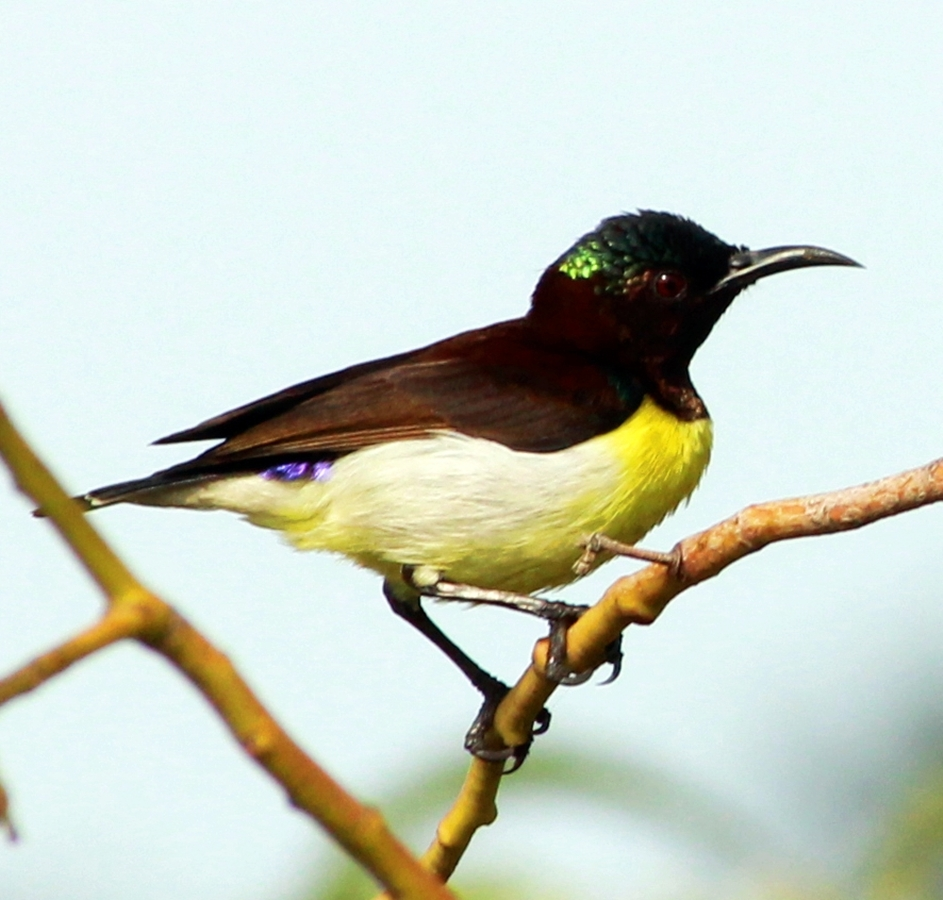
Macho en Chennai.

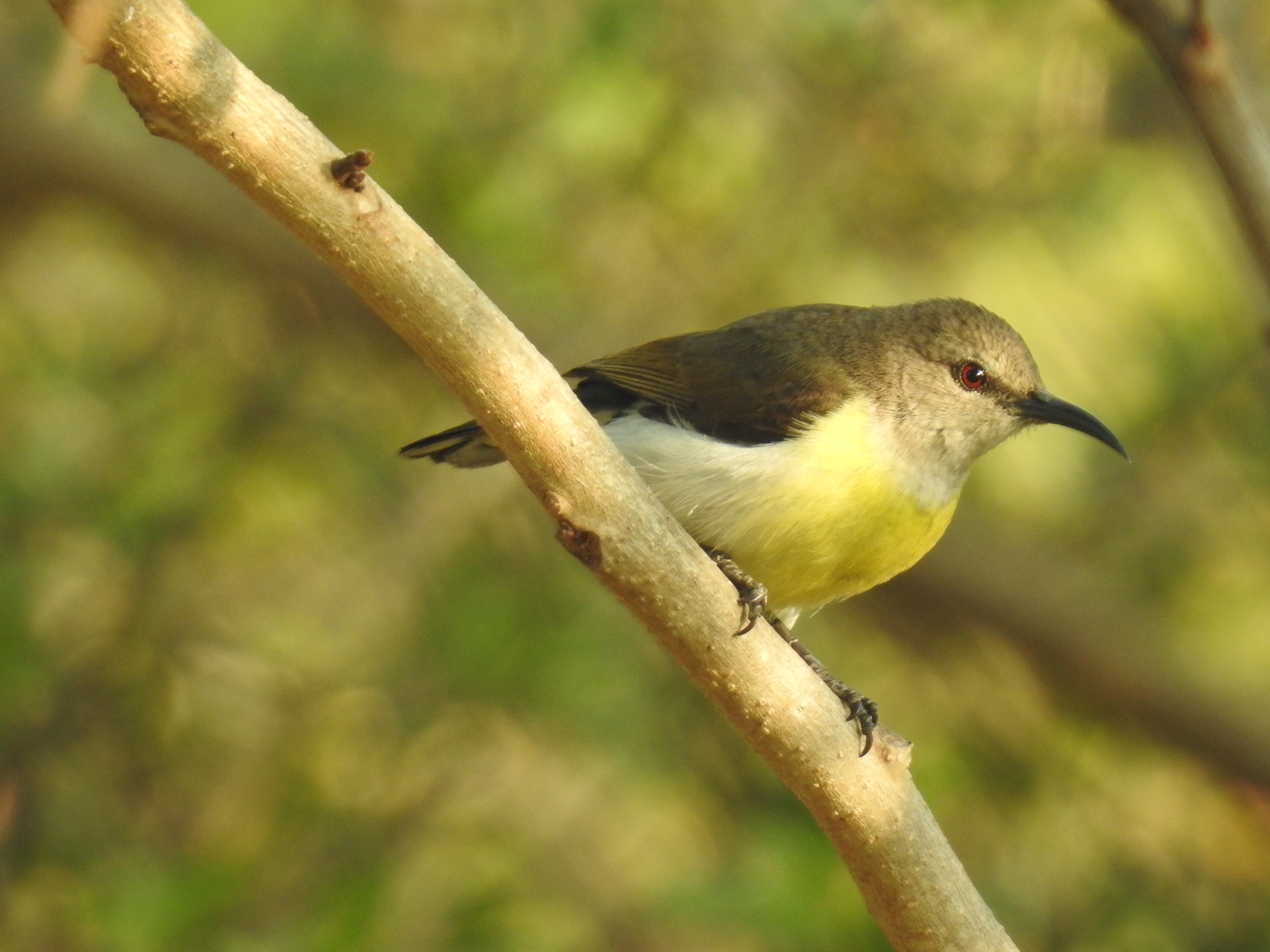
Hembra en Bangalore.

El suimanga cingalés mide alrededor de 10 cm. Tiene un pico largo y curvado hacia abajo y una lengua tubilar con la punta en forma de cepillo, ambas adaptaciones para libar néctar. Presentan un marcado dimorfismo sexual. Los machos tienen las partes superiores de color granate oscuro, como la garganta y parte superior del pecho, con el píleo verde azulado, y con iridescencias verdes y moradas en la cabeza, garganta y hombros. Su obispillo es de color violeta o morado brillante. Sus partes inferiores son blancas salvo el pecho que es de color amarillo intenso que se difumina hacia el vientre. El iris de sus ojos normalmente es de color rojizo. Las hembras tienen las partes superiores de color oliváceo. Su garganta es blanca y su pecho amarillento y el resto de partes inferiores blanquecinas. Las coberteras de la parte superior de la cola son negras. Puede presentar una lista superciliar difusa. 
La subespecie nominal de Sri Lanka tiene tiene la garganta de color de un morado más azulado mientras que la subespecie continental, flaviventris, la tiene un tono más rosado.
En los Ghats Occidentales solapa en algunas zonas con el suimanga mínimo, pero se diferencian porque el macho de esta especie tiene las partes superiores rojizas, y se extiende más por el pecho, y sus ojos suelen ser más oscuros.

## Distribución
El suimanga cingalés se encuentra en el sur de la India, Sri Lanka y Bangladés. Se extiende desde Gujarat por el oeste,) and hasta Assam (Hailakandi) y Meghalaya por el este. Los registros en Birmania no están confirmados. La especie vive en varios hábitat arbolados de la región, incluidos las zonas de matorral y los cultivos, y generalmente está ausente en los bosques densos.

## Comportamiento y ecología

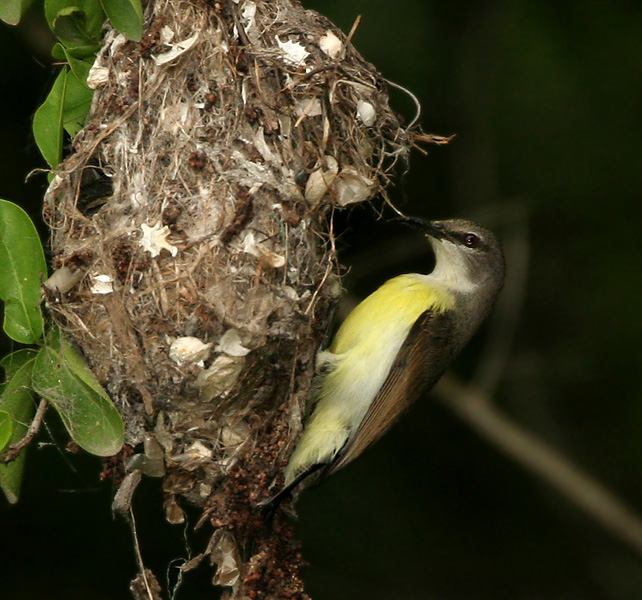
Hembra en el nido.

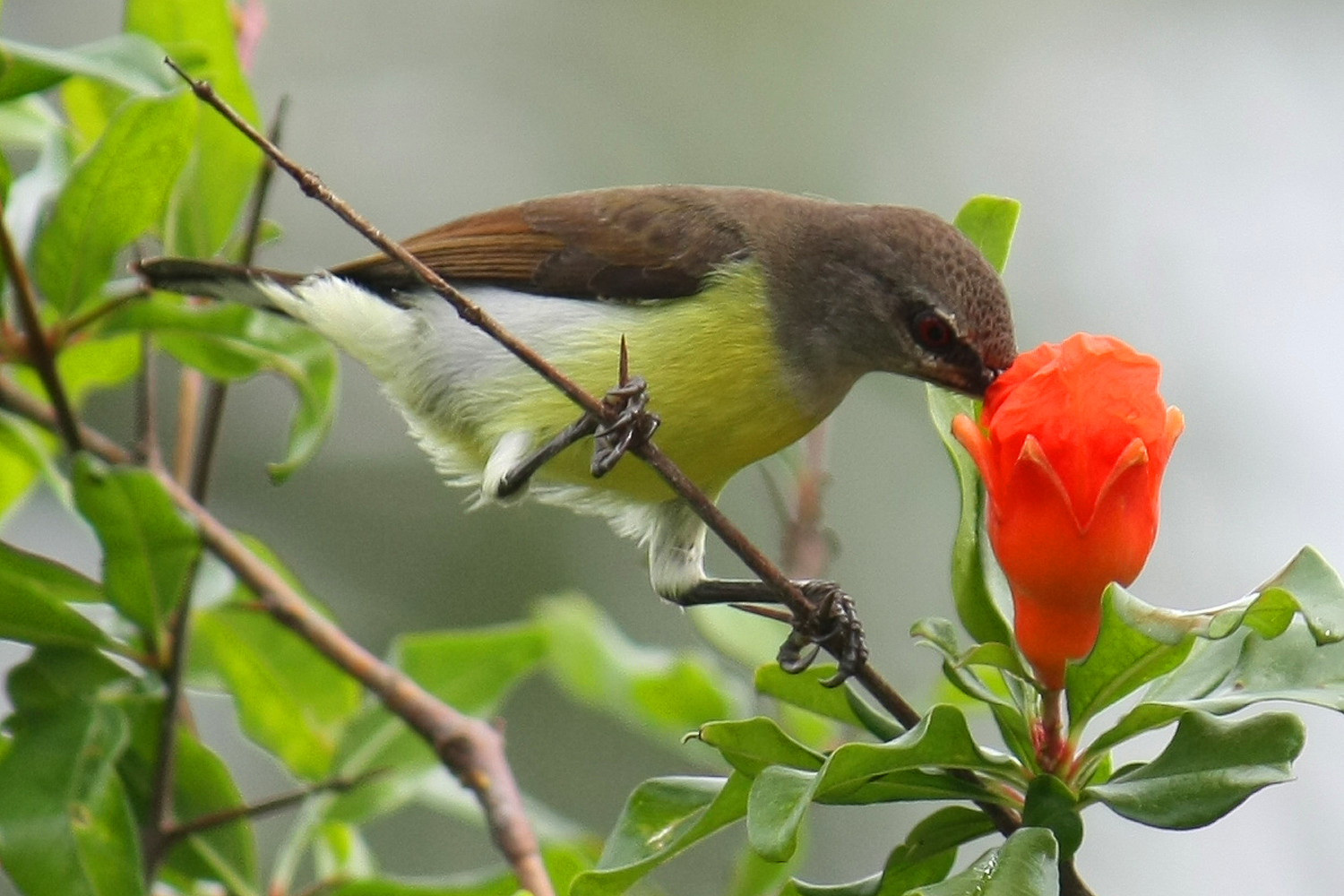
Poliniza las flores al alimentarse de néctar.

Se reproduce durante todo el año y puede criar dos nidadas, aunque principalmente lo hace durante los monzones. Construyen el nido con fibras vegetales finas, telas de araña y con el exterior forrado con líquenes, trozos de corteza, semillas y otros materiales. El interior del nido lo forran con fibras suaves como la pelusa que cubre las semillas del género Calotropis. La hembra se encarga de construir el nido sola, mientras el macho vuela a su alrededor. Sitúan el nido colgando del extremo de una rama con la entrada generalmente frente a un arbusto. Pueden construir su nido cerca de los edificios e incluso bajo los porches. La hembra se queda en el nido por la noche un par de días antes de poner los huevos. La puesta constadedos huevos, que generalmente son ovalados, de color verdoso o blancos, con moteado, que suele ser más denso en el extremo. A veces los huevos son verdes sin motas. Suelen poner los huevos por la mañana. La incubación se realiza por ambos miembros de la pareja, en un periodo que varía de los 14 a los 16 días. Los polluelos dejan en nido en unos 17 días, aunque suelen seguir siendo alimentados por el macho durante unos días más. Los progenitores son ayudados en la alimentación de los polluelos por ayudantes, hembras o juveniles de la nidada anterior. A veces reutilizan los nidos viejos. Los nidos pueden ser parasitados por el cuco ventrigris.
Al alimentarse de néctar polinizan las flores de muchas especies de plantas como las de los géneros Bruguiera, Woodfordia, Hamelia y Sterculia. Suelen posarse para alimentarse de néctar y no se ciernen tanto como el suimanga de Loten, con el que coinciden. Frecuentan lugares de rescado donde se desacen del polen y el néctar adherido a su cabeza. Cuando las flores son demasiado largas para su pico, a veces las perforan en la base para hacerse con el néctar, burlando el propósito de la planta de ser polinizada. A veces consumen la ligamaza exudada por las cigarras.
Suelen bañarse en el agua acumulada en las hojas grandes del rocío o la lluvia.